# Bedihošť
Obec Bedihošť (hanácky Bedihošč, německy Bedihost) leží uprostřed hanácké roviny v nadmořské výšce 200 až 225 m. Leží ve vzdálenosti 5 km jihovýchodně od Prostějova, 18 kilometrů jižně od Olomouce a 210 kilometrů východně od Prahy. Žije zde přibližně 1 100 obyvatel. Východní část prostějovského okresu, do které patří obec Bedihošť, je součástí Hornomoravského úvalu s úrodnou černozemní půdou a minimálním množstvím lesních porostů. Bedihoštěm vede železniční trať Nezamyslice–Olomouc, na které leží železniční stanice Bedihošť. Západně od trati se nachází místní část Václavovice. Obcí prochází cyklostezka, buď na Prostějov (3220 metrů), nebo na Hrubčice (1908 metrů) a dále na Čehovice (1734 metrů). V obci stojí starý zchátralý cukrovar a nachází se zde základní a mateřská škola.

## Název
Bedihošť: Název vesnice byl odvozen od osobního jména Bedihost (což byl druhotvar jména Bdihost, v jehož první části je sloveso bdieti - "bdít"). Původní tvar Bedihošč znamenal "Bedihostův majetek".
Václavovice: Vesnice vznikla (roku 1785 parcelací vrchnostenského dvora) pod jménem Václavice podle Václava, posledního opata kláštera v Hradisku. Podoba Václavovice je dílem Aloise Vojtěcha Šembery, který zakončení změnil podle jmen blízkých vsí Čehovice, Výšovice, Vřesovice.
Podle pověsti stála na místě dnešního Bedihoště kovárna a hospoda, jednoho večera přijel jakýsi urozený pán a chtěl zde přenocovat. Hospodský vyšel ven a přivítal návštěvníka slovy „Budiž host“. Podle této příhody byla pojmenovaná osada, která zde později vznikla, a postupem času se název změnil na Bedihošť.

## Historie
První písemná zmínka o obci pochází z roku 1249. Skutečná první písemná zmínka o obci pochází ale až z roku 1275. Údajná první písemná zmínka (1249) se objevuje ve středověkém falzu, vzniklém o několik desítek let později. Dokázal to Jindřich Šebánek, odborník v oboru diplomatika.
Právo užívat znak a vlajku bylo obci uděleno rozhodnutím Poslanecké sněmovny Parlamentu České republiky dne 5. dubna 2001.

## Obyvatelstvo

### Struktura
Vývoj počtu obyvatel za celou obec i za jeho jednotlivé části uvádí tabulka níže, ve které se zobrazuje i příslušnost jednotlivých částí k obci či následné odtržení.
| Místní části   | Místní části  | 1869 | 1880  | 1890  | 1900  | 1910  | 1921  | 1930  | 1950  | 1961  | 1970  | 1980  | 1991  | 2001  | 2011  | 2021  |
| -------------- | ------------- | ---- | ----- | ----- | ----- | ----- | ----- | ----- | ----- | ----- | ----- | ----- | ----- | ----- | ----- | ----- |
| Počet obyvatel | část Bedihošť | 891  | 1 064 | 1 099 | 1 063 | 1 406 | 1 441 | 1 528 | 1 198 | 1 239 | 1 050 | 1 109 | 1 026 | 1 051 | 1 019 | 1 099 |
| Počet domů     | část Bedihošť | 89   | 99    | 110   | 116   | 137   | 179   | 222   | 242   | 250   | 248   | 272   | 296   | 290   | 301   | 337   |

## Pamětihodnosti
- Boží muka za nádražím u trati
- Kříž před kaplí
- Kříž při silnici k Prostějovu
- Kaple svatého Floriána
- Kaple svatého Václava

## Osobnosti
- Josef Uličný (1850–1913), pedagog a přírodovědec. Byl oblíbeným profesorem kněze a básníka Jakuba Demla.
- František Frištenský (1887–1965), zápasník a sedlák. Bratr Gustava Frištenského. V Bedihošti žil s rodinou v letech 1938 až 1952.[15]

## Galerie

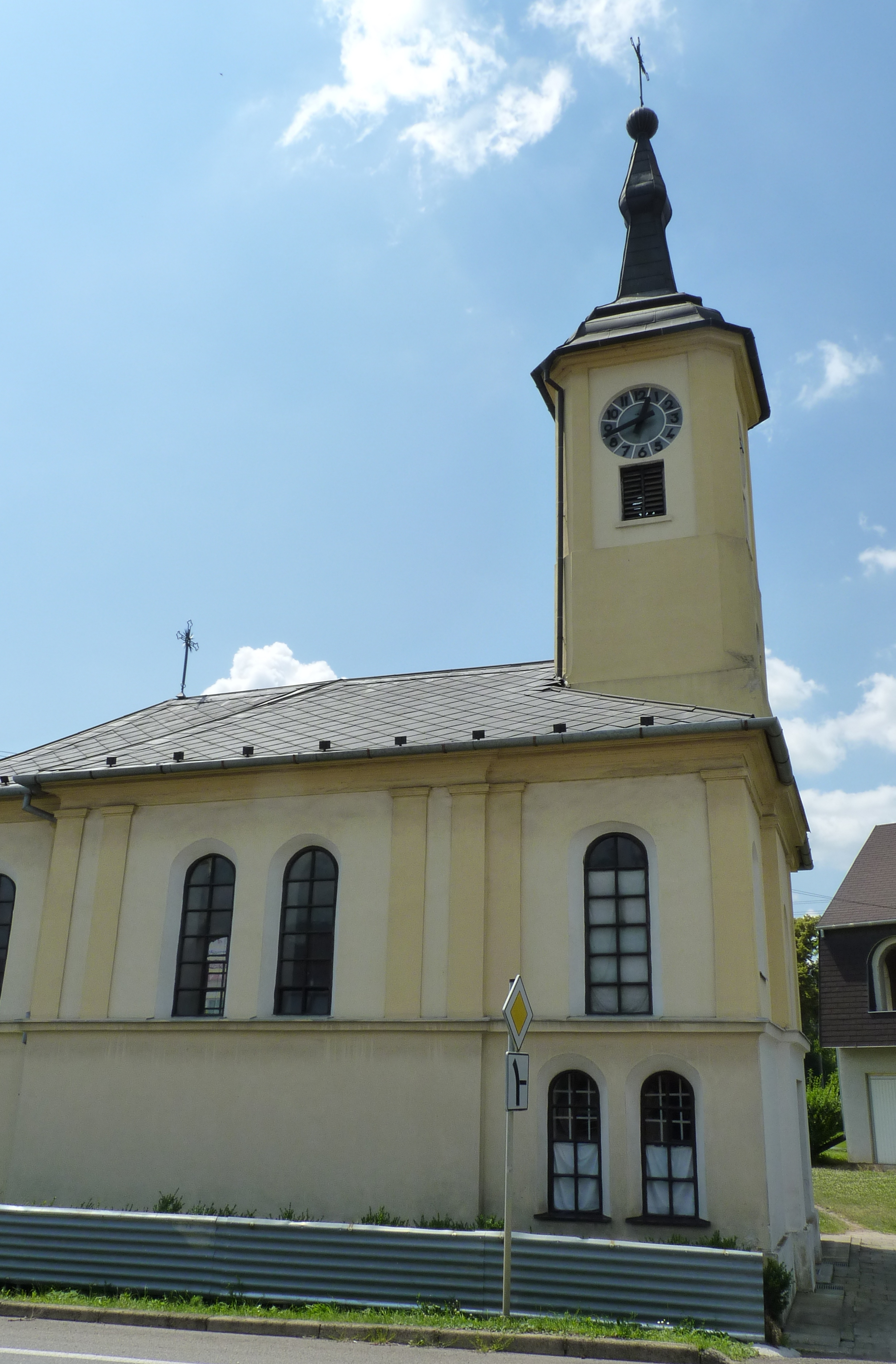
Kaple sv. Floriána
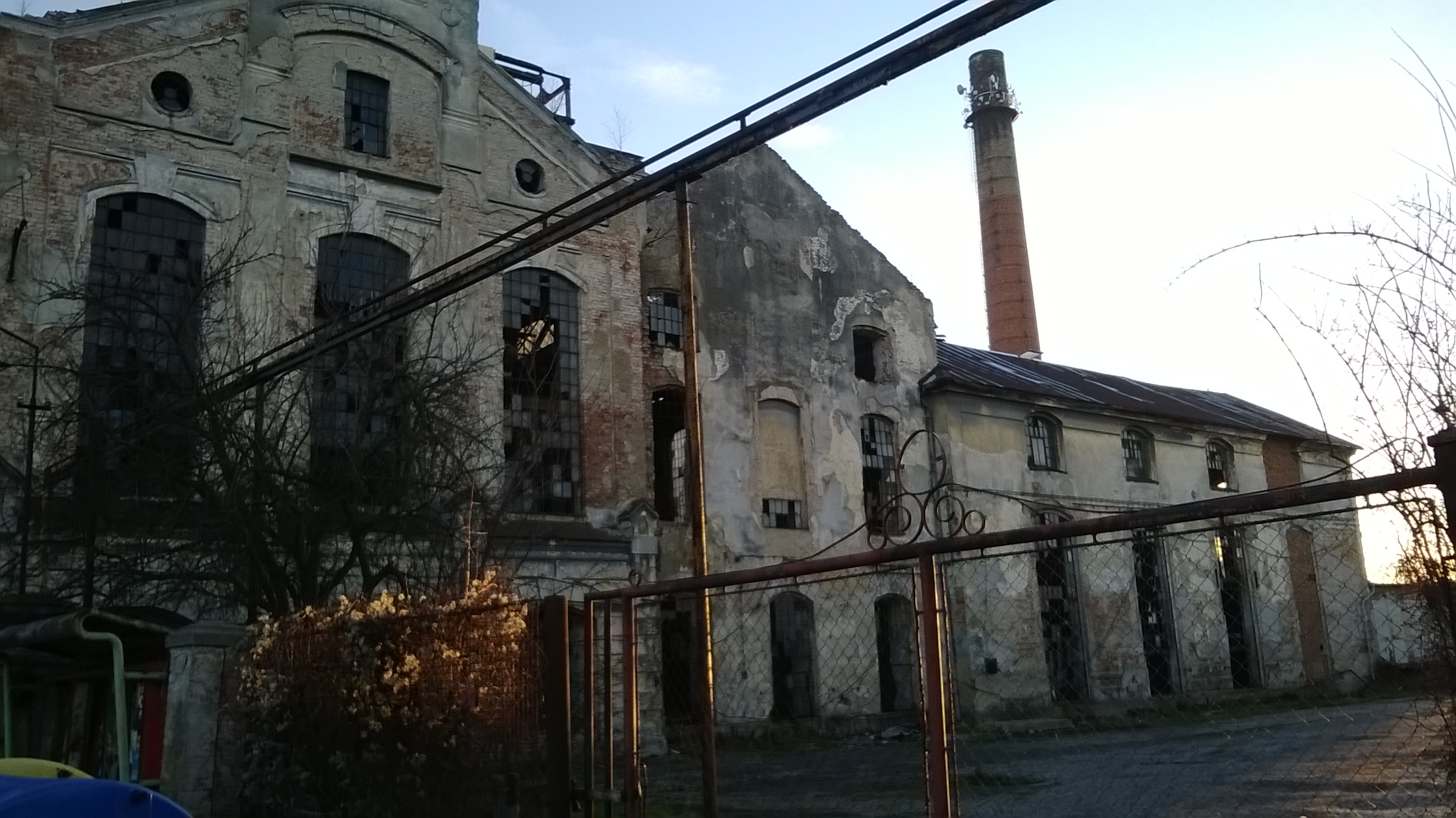
Cukrovar Bedihošť
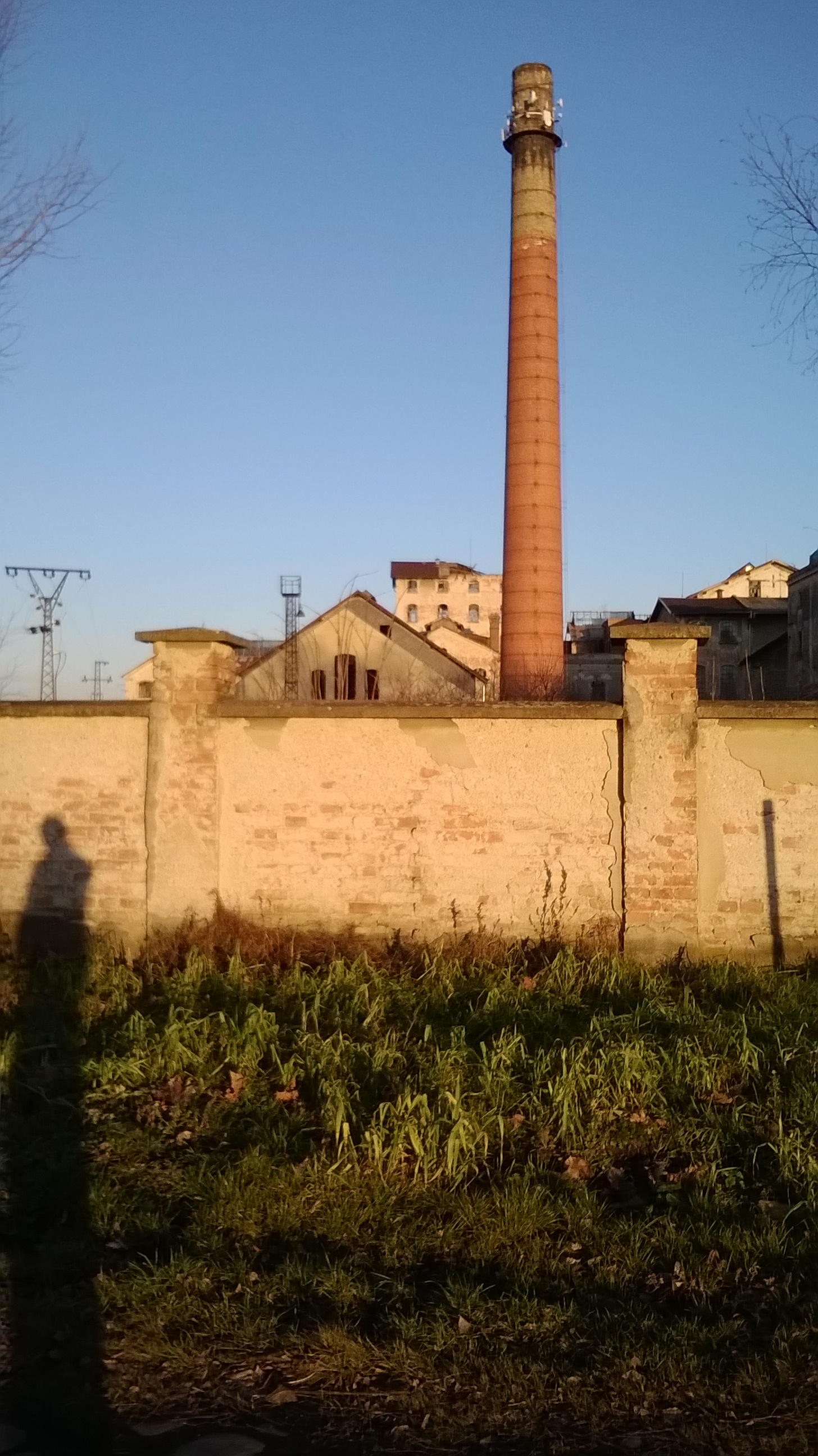
Cukrovarský komín
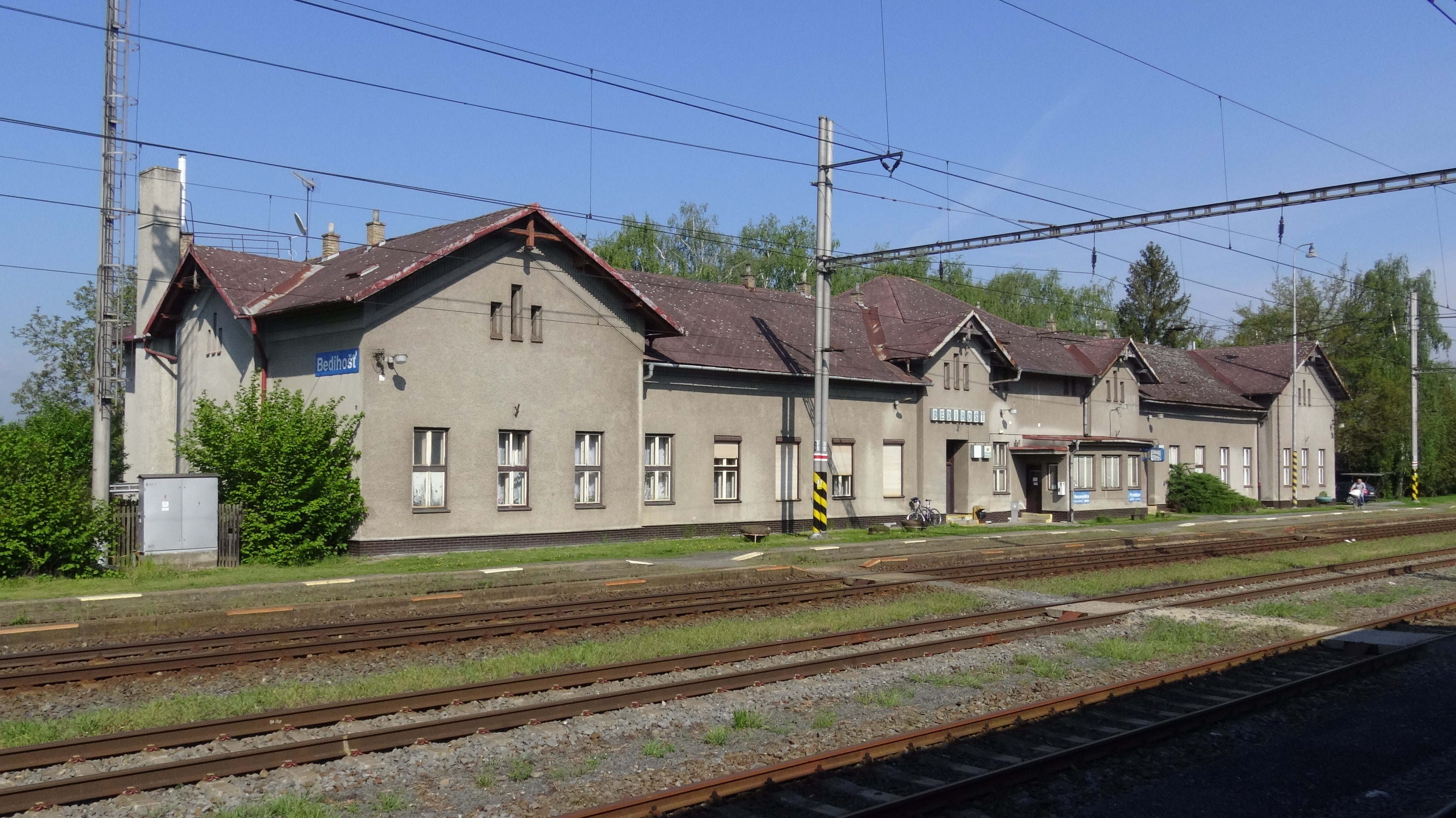
Bedihošťské nádraží